# Zone d'intérêt régional
 (janvier 2016).
Si vous disposez d'ouvrages ou d'articles de référence ou si vous connaissez des sites web de qualité traitant du thème abordé ici, merci de compléter l'article en donnant les références utiles à sa vérifiabilité et en les liant à la section « Notes et références ».
Une zone d'intérêt régional peut concerner une zone urbaine (ou à urbaniser) ou une zone d'activités, selon le pays.

## Belgique
À Bruxelles, une zone d'intérêt régional est définie dans le but de permettre la réurbanisation des chancres urbains importants, d'aménager de nouvelles zones urbaines ou de réhabiliter des immeubles bénéficiant de la protection du patrimoine.
Les zones sont définies dans le PRAS.
Certaines d'entre elles ont fait l'objet d'un schéma directeur et d'un PPAS.

## France

### Bretagne
En région Bretagne, le maire de Carhaix a plaidé pour création d'une « zone d'intérêt régional » en Centre-Bretagne, à partir des parcs d'activité dans le secteur.

### Région Occitanie
En région Occitanie (dans l'ex-région Midi-Pyrénées), la zone d'activité économique de Bel Air à Rodez, et celle de Millau (toutes deux en Aveyron) sont aussi inscrites comme zone d'intérêt régional.